# Jagdstaffel 57
La Jagdstaffel 57 (in tedesco: Königlich Preußische Jagdstaffel Nr 57, abbreviato in Jasta 57) era una squadriglia (staffel) da caccia della componente aerea del Deutsches Heer, l'esercito dell'Impero tedesco, durante la prima guerra mondiale (1914-1918).

## Storia
La Jagdstaffel 57 venne fondata presso la scuola di addestramento piloti e osservatori di Königsberg il 6 gennaio 1918. La nuova squadriglia diventò operativa il 20 gennaio e 4 giorni dopo fu incorporata nel Jagdgruppe Nord guidata dall'Hauptmann Rudolf Berthold messa a supporto della 6ª Armata. Il 17 febbraio prese parte per la prima volta ad una missione aerea e l'11 marzo la squadriglia ottenne la prima vittoria aerea. Il 23 aprile 1918 la squadriglia venne incorporata nel Jagdgruppe 7 sotto il comando di Emil Thuy e posta al servizio della 2ª Armata. 5 giorni dopo il gruppo venne spostato a supporto della 18ª Armata. L'8 luglio 1918 ricevette la destinazione finale a supporto della 1ª Armata che manterrà fino alla fine della guerra.
Il Leutnant Paul Strähle fu l'unico Staffelführer (comandante) della Jagdstaffel 57.
Alla fine della prima guerra mondiale alla Jagdstaffel 57 vennero accreditate 32 vittorie aeree. Di contro, la Jasta 57 perse 4 piloti oltre a 4 piloti feriti in azione, 1 ferito in incidente aereo ed 1 preso come prigioniero

## Lista dei comandanti della Jagdstaffel 57
Di seguito vengono riportati i nomi dei piloti che si succedettero al comando della Jagdstaffel 57.
| Grado    | Nome         | Periodo                           |
| -------- | ------------ | --------------------------------- |
| Leutnant | Paul Strähle | 6 gennaio 1918 – 11 novembre 1918 |

## Lista delle basi utilizzate dalla Jagdstaffel 57
- Wasquehal, Francia: 24 gennaio 1918
- Halluin: 23 aprile 1918
- Ennemain: 6 giugno 1918
- Neuflize: 8 luglio 1918
- Aniche, Francia: 21 agosto 1918
- Beuvry, Francia: 30 settembre 1918
- Chièvres, Belgio: 12 ottobre 1918
- Champles: 4 novembre 1918